# 通奶草
通奶草（学名：Euphorbia hypericifolia）为大戟科大戟属的植物。分布于热带、台湾岛、亚热带以及中国大陆的海南、江西、四川、贵州、湖南、广西、广东、云南等地，生长于海拔30米至2,100米的地区，常生长在灌丛、旷野荒地、路旁或田间，目前已由人工引种栽培。

## 异名
- Euphorbia indica Lam.